# Меченки
Меченки (укр. Меченки) — село,
Сасиновский сельский совет,
Пирятинский район,
Полтавская область,
Украина.
Код КОАТУУ — 5323884904. Население по переписи 2001 года составляло 86 человек.

## Географическое положение
Село Меченки находится между реками Удай и Перевод (1—2 км),
на расстоянии в 1 км от сёл Леляки и Кейбаловка.
Рядом проходит автомобильная дорога Т-2501.

## История
Село указано на подробной карте Российской Империи и близлежащих заграничных владений 1816 года 
Ильинская церковь в селе известна не позже 1758 года